# 艦隊のシェフ
『艦隊のシェフ』（かんたいのシェフ）は原作：池田邦彦、作画：萩原玲二、監修：藤田昌雄による日本の漫画作品。『モーニング』（講談社）にて、2021年43号（2021年9月22日発売）より2024年36・37合併号（2024年8月8日発売）まで連載後、『コミックDAYS』へ移籍することが発表され、2025年6月5日掲載の「エピローグ 幸風」で完結した。コミックスは全10巻。話数標記は「第○糧食」。
第二次世界大戦中、大日本帝国海軍の駆逐艦・幸風を舞台に艦内で食事を作り続ける烹炊兵＝“めしたき兵”を描く作品。

## あらすじ
湊谷賀津夫三等兵は乗艦していた航空母艦・蒼龍が撃沈され、海上漂流していたところを駆逐艦・幸風（さちかぜ）に救助され、幸風の烹炊所で働くことになる。
呉鎮守府に帰港した際に、正式な辞令を受け、賀津夫は幸風に配属となる。
ガダルカナル島の戦いを繰り広げる帝国陸軍のため、幸風も鼠輸送の任に就くが、賀津夫は誤って落水。ガダルカナル島に取り残される。員数外ということでただでさえ少ない食糧も十分には与えられず、マラリアに罹患しながらも、賀津夫は補給物資を運んできた駆逐艦「轟」に救助され、幸風へと復帰する。

## 登場人物
湊谷 賀津夫（みなとや かつお）
主人公。三等主計兵→一等主計兵。17歳。通称「カツオ」
航空母艦「蒼龍」に乗り組んでいたが、ミッドウェー海戦で撃沈され、漂流していたところを救助されて内地帰還。その後正式に幸風の乗り組みとなった。
実家は西洋料理屋を営んでおり、料理の知識は豊富。
階級が上の乗組員にも物おじしない積極的な性格である一方、一言多く厚かましい一面も持つ。
目の吊り上がった精悍な風貌だが人懐っこく、会話が和んでくると時折キツネ顔になる。
海原 衛（かいばら まもる）
一等主計兵→主計兵長。烹炊兵のリーダー。
組織上は海原の上に主計長がいるが、糧食の調達から献立の決定までも海原に一任されており、時に士官（佐官クラス）にも意見するなど艦内では一目置かれた存在である反面、謎が多い男。
左眉付近に大きな傷跡がある。烹炊兵の間では「かつて戦艦長門に烹炊兵として配属されていた際に巡察に来た山本五十六に慌てて包丁を持ったまま敬礼した際にできた傷」と語られている。しかし、賀津夫は、包丁は右手に持つのに左眉に傷があることに違和感を覚えている。
かつては上海陸戦隊に所属しており、本名は山岡（やまおか）であるが、それらは秘せられている。
清水 達雄（しみず たつお）
一等主計兵。出身は岡山県。
楠田の従兵として幸風に乗船する。楠田からは「特命任務」のため、幸風乗組員の不満解消と不穏な動きを報告するよう命じられている。
重傷を負って幸風を降ろされ、快復後に戦艦「陸奥」に異動。陸奥編は清水の視点で描かれる。

### 幸風関係者

#### 烹炊兵
柳原 譲（やなぎはら ゆずる）
二等主計兵→上等主計兵。しゃくれ顎で目つきが鋭く、口も悪いが根は良い男。
士官食を担当し料理の腕前にも自信があるが、時々ポカをやらかして海原達に助けられる。
藤堂
二等主計兵→上等主計兵。通称「トド」。父親はカツオ漁船の船長であったが、漁船ごと軍に徴用されて殉職している。自身も12歳の頃から漁に出ており魚には詳しい。
名取久蔵（なとり きゅうぞう）
三等主計兵→一等主計兵。通称「Q作」。甘味屋の息子。
同年代で階級も同じ賀津夫と行動を共にすることが多い。
落語が得意で噺はいくらでも覚えられるが、料理のことになると頭が真っ白になり失敗も多い。
自信無げな言動も多いが、頭に血が上りやすい一面も持つ。
今野 五郎丸（こんの ごろうまる）
三等主計兵→一等主計兵。通称「コング」。無口で働き者。

#### その他 幸風乗員
戦艦などと異なり駆逐艦は訓練は厳しいが家庭的な雰囲気で制裁も少なく（幸風では制裁御法度とされている）、規律が厳しい空母勤務だった賀津夫は乗艦当初「気持ちのいいフネ」と驚きを感じていた。それ故乗組員同士も和気あいあいとした雰囲気で描かれていることが多い。
寺田 庄吉（てらだ しょうきち）
中佐。幸風艦長。整えられた長髪と口髭の英国紳士風の風貌。海原の過去も知っている。
鈴木少佐
通信長。地上勤務から初の乗艦が幸風で酷い船酔いを体験。
従兵として就いた賀津夫が供したチキンカレーで体調を戻し、以来「船酔い仲間」として目をかけている。

等々力 昌平（とどろき しょうへい）
大尉。水雷長。誇り高き水雷屋で、戦局が変わり鼠輸送等の任務が増え雷撃の機会が激減したことを苦々しく思い、時折寺田艦長に意見具申している。烹炊兵のことを当初は見下していたが、大時化の中命がけで糧食の米や味噌を守る姿を見て一目置くようになった。
山崎中尉
爆雷科。丸顔で禿げ頭、口髭がいかにも軍人風の中年の士官。 曲がったことが大嫌いで口うるさいが、食いしん坊で酒好きな部分はご愛嬌。
脇坂一曹
主砲第一砲塔　砲員長。
妹をドゥーリットル空襲で亡くし、復讐の思いからリスクを省みない無茶な砲撃を行うべく猛訓練に励んでいたが、海原のかけた一言で目を覚まし、部下の生命に対しての責任があることを認識して実戦では冷静な指揮をとるようになった。
三浦上曹
砲術担当。撃沈された重巡洋艦加古の生き残りで顔と腕に火傷の跡がある。
命中率の芳しくない幸風の主砲を4斉射見ただけで砲術長の癖を見抜き、修正法を伝授する等優秀な下士官だが、駆逐艦を見下した物言いで憎まれ口を叩いては艦内で摩擦を起こしていた。しかし、その行為は多くの仲間が戦死した中でひとり救い出された自責の念や負い目などのやりきれない気持ちからのものであり、それを察する同じ立場(沈んだ艦の生き残り)の賀津夫の供した夜食と、海原のとりなしで心を開き、受け入れられていった。
柴田兵曹
水雷担当。陽気で気さくな性格。幸風乗艦前は上海で駆逐艦「蓮」に乗艦し英国艦と交戦していた。
中国に従軍していたこともあり中華料理に詳しいが「食べるの専門」。
実戦経験豊富な水雷屋として、作戦上の艦長への具申の際は士官に同行することも多い。
庄司一曹
古参の水兵。顔を合わせると誰彼構わず「昔の海軍は……」と語りだすため皆から煙たがられ、誰にも臆さない海原も対面することを避けるほど。昭和4年にアメリカへの遠洋航海に参加したことが自慢で、その時に温かく迎えられた経験から周囲が持つアメリカへの敵愾心に違和感を感じている。
葛城水兵長
砲術担当。ミッドウェー海戦で沈んだ航空母艦赤城の生き残り。上下関係が厳しい空母のやり方で若年兵に接する「怖い古参兵」で、制裁御法度の「幸風」では専らギンバイ(食料等の横流し)を強要することで知られた存在。しかし、得た品物で私腹を肥やさず鼠輸送でガダルカナルへ送る武器弾薬を入れたドラム缶に忍ばせている。弟が陸軍にいるが消息不明で、ガダルカナル島内にいる陸軍兵を弟のように思い、そうせずにはいられないでいる。自分の戦闘食や夜食として支給された乾パンにも手をつけず、やつれている様子を海原が気遣い、夜食の飲み物として滋養のある「ヴェジテーブル・ポタージュ(野菜のポタージュ)」を供する。
楠田中佐
幸風のどこの科にも所属していない。
「戦費調達」という特命任務を受けている。この任務を遂行するためには自らが汚れ役になることも厭わないが、海原からは徹し切れていないと指摘されてもいる。

## 制作
作画の萩原は「海軍グルメを題材にした漫画はこれまでにない」と指摘すると共に、「第二次世界大戦を舞台にすると資料が全くない」という苦労も語っている。監修を務める藤田は、戦争映画や小説で描かれる悲惨な食事のイメージを否定するわけではないが、出港する際に航海中の食料を積んでしまうために艦が沈没しない限りはご飯は食えるという海軍の兵士の「戦争していることが日常である」という日々における生活や食事を描くことで、兵士らの人生の一端を感じてもらえたら良いと語る。
原作の池田は鉄道のジャンルには自信があるものの、「正直、旧帝国海軍に関しての知識が豊富というわけではなかった」が、「好きすぎて、知識に振り回されがち」な鉄道と異なり、本作では「適度な距離を保ちつつ、純粋にお話作りに専念できた」と話している。インターネットなどを使い、海軍グルメの「面白いネタ」を探している。
なお、幸風は架空艦であるが雪風をモデルとしている。

## 書誌情報
- 原作:池田邦彦、作画:萩原玲二『艦隊のシェフ』 講談社〈モーニングKC〉、全10巻
  1. 2022年1月21日発売[11]、ISBN 978-4-06-526612-0
  2. 2022年5月23日発売[12]、ISBN 978-4-06-527889-5
  3. 2022年8月23日発売[13]、ISBN 978-4-06-528912-9
  4. 2023年1月23日発売[14]、ISBN 978-4-06-530484-6
  5. 2023年6月22日発売[15]、ISBN 978-4-06-531924-6
  6. 2023年10月23日発売[16]、ISBN 978-4-06-533329-7
  7. 2024年3月22日発売[17]、ISBN 978-4-06-534925-0
  8. 2024年9月20日発売[18]、ISBN 978-4-06-536682-0
  9. 2025年4月23日発売[19]、ISBN 978-4-06-538196-0
  10. 2025年7月23日発売[20]、ISBN 978-4-06-539821-0

## コラボレート
2022年8月には呉市の土曜夜市で池田、萩原を交えたトークショーが開催されたほか、呉海軍グルメ研究会とコラボし作中で登場した料理を再現したもの販売が行われた。2023年2月から5月までの期間限定で呉市の呉海軍グルメ参加店舗にてコラボレートが行われ、作中で登場した料理が販売された。